# Opere di Sandro Botticelli
Quello che segue è un elenco cronologico delle opere di Sandro Botticelli, pittore italiano del primo Rinascimento.

## Affreschi
| Immagine | Titolo                                            | Data         | Dimensioni         | Tecnica e supporto  | Luogo di conservazione                           | Annotazioni | N.    |
| -------- | ------------------------------------------------- | ------------ | ------------------ | ------------------- | ------------------------------------------------ | --- | ----- |
|          | Adorazione del Bambino                            | c. 1476–1477 | 200×300 cm         | affresco            | Basilica di Santa Maria Novella, Firenze, Italia | |       |
|          | Sant'Agostino nello studio                        | c. 1480      | 152×112 cm         | affresco            | Chiesa di Ognissanti, Firenze, Italia            | |       |
|          | Annunciazione di San Martino alla Scala           | c. 1481      | 243×555 cm         | affresco (staccato) | Galleria degli Uffizi, Firenze, Italia           | Si trovava originalmente sotto una loggia antistante la Chiesa di San Martino in Santa Maria della Scala e venne poi staccato dalla sua sede nel 1920 e restaurato | [ 1 ] |
|          | Ritratti di papi                                  | c. 1481      | 210×80 cm ciascuno | affreschi           | Cappella Sistina, Città del Vaticano             | |       |
|          | Prove di Mosè                                     | c. 1481–1482 | 348.5×558 cm       | affresco            | Cappella Sistina, Città del Vaticano             | |       |
|          | Punizione dei ribelli                             | c. 1481–1482 | 348.5×570 cm       | affresco            | Cappella Sistina, Città del Vaticano             | |       |
|          | Prove di Cristo                                   | c. 1481–1482 | 345.5×555 cm       | affresco            | Cappella Sistina, Città del Vaticano             | |       |
|          | Venere e le tre Grazie offrono doni a una giovane | c. 1486      | 211×284 cm         | affresco            | Museo del Louvre, Parigi, Francia                | Con Giovane introdotto tra le Arti Liberali forma il ciclo di affreschi di Villa Lemmi Tornabuoni                                                                  |       |
|          | Giovane introdotto tra le Arti Liberali           | c. 1486      | 238×284 cm         | affresco            | Museo del Louvre, Parigi, Francia                | Con Venere e le tre Grazie offrono doni a una giovane forma il ciclo di affreschi di Villa Lemmi Tornabuoni                                                        |       |

## Dipinti mitologici e allegorici
| Immagine | Titolo                              | Data         | Dimensioni     | Tecnica e supporto                 | Luogo di conservazione                                         | Annotazioni | N.    |
| -------- | ----------------------------------- | ------------ | -------------- | ---------------------------------- | -------------------------------------------------------------- | --- | ----- |
|          | Fortezza                            | c. 1470      | 167×87 cm      | tempera grassa su tavola di pioppo | Galleria degli Uffizi, Firenze, Italia                         | È l'unica tavola dipinta da Botticelli in un ciclo pittorico dedicato alle Virtù commissionato a Piero del Pollaiolo nel 1469 (oggi interamente conservato agli Uffizi)                     | [ 2 ] |
|          | Primavera                           | c. 1480      | 207×319 cm     | tempera grassa su tavola di pioppo | Galleria degli Uffizi, Firenze, Italia                         | | [ 3 ] |
|          | Pallade e il Centauro               | c. 1480–1485 | 207×148 cm     | tempera su tela                    | Galleria degli Uffizi, Firenze, Italia                         | Appartenente a Lorenzo de' Medici, detto "il Popolano", venne probabilmente realizzato in occasione del suo matrimonio con Semiramide Appiani (1482)                                        | [ 4 ] |
|          | Venere e Marte                      | c. 1483      | 69×173.5 cm    | tempera su tavola                  | National Gallery, Londra, Regno Unito                          | |       |
|          | Nastagio degli Onesti, I episodio   | c. 1483      | 83×138 cm      | tempera su tavola                  | Museo del Prado, Madrid, Spagna                                | |       |
|          | Nastagio degli Onesti, II episodio  | c. 1483      | 83×138 cm      | tempera su tavola                  | Museo del Prado, Madrid, Spagna                                | |       |
|          | Nastagio degli Onesti, III episodio | c. 1483      | 83×142 cm      | tempera su tavola                  | Museo del Prado, Madrid, Spagna                                | |       |
|          | Nastagio degli Onesti, IV episodio  | c. 1483      | 83×142 cm      | tempera su tavola                  | Collezione privata di Palazzo Pucci, Firenze, Italia           | |       |
|          | Nascita di Venere                   | c. 1485      | 172.5×278.5 cm | tempera su tela                    | Galleria degli Uffizi, Firenze, Italia                         | | [ 5 ] |
|          | Venere pudica                       | c. 1485–1490 |                |                                    | Galleria Sabauda, Torino, Italia                               | Opera di attribuzione discussa: è generalmente accettato l'intervento della bottega, meno pacifica è la presenza o meno della mano del maestro                                              |       |
|          | Calunnia                            | c. 1494–1495 | 62×91 cm       | tempera su tavola                  | Galleria degli Uffizi, Firenze, Italia                         | |       |
|          | Storie di Virginia                  | c. 1498      | 85×165 cm      | tempera su tavola                  | Accademia di Belle Arti "Giacomo Carrara", Bergamo, Italia     | |       |
|          | Storie di Lucrezia                  | c. 1500      | 83.8×176.8 cm  | tempera e olio su tavola           | Isabella Stewart-Gardner Museum, Boston, Stati Uniti d'America | Probabilmente commissionata dai Vespucci, passò ai Salviati, ai Bardi e al 5º Conte di Ashburnham che la vendette nel 1894 per 3.400 £ a Isabella Stewart Gardner, tramite Bernard Berenson | [ 7 ] |

## Dipinti religiosi

### Pale d'altare
| Immagine              | Titolo                                     | Data                  | Dimensioni            | Tecnica e supporto    | Luogo di conservazione                                        | Annotazioni | N.                    |
| Pala di Sant'Ambrogio | Pala di Sant'Ambrogio                      | Pala di Sant'Ambrogio | Pala di Sant'Ambrogio | Pala di Sant'Ambrogio | Pala di Sant'Ambrogio                                         | Pala di Sant'Ambrogio | Pala di Sant'Ambrogio |
| --------------------- | ------------------------------------------ | --------------------- | --------------------- | --------------------- | ------------------------------------------------------------- | --- | --------------------- |
|                       | Pala di Sant'Ambrogio                      | c. 1470               | 170×194 cm            | tempera su tavola     | Galleria degli Uffizi, Firenze, Italia                        | La tavola è considerata la prima opera monumentale commissionata a Botticelli, oltre che una delle prime pale d'altare da lui dipinte | [ 8 ]                 |
| Pala di San Barnaba   |                                            |                       |                       |                       |                                                               | |                       |
|                       | Pala di San Barnaba                        | c. 1487               | 268×280 cm            | tempera su tavola     | Galleria degli Uffizi, Firenze, Italia                        | |                       |
|                       | Visione di Sant'Agostino del fanciullo     | c. 1487               | 20×38 cm              | tempera su tavola     | Galleria degli Uffizi, Firenze, Italia                        | Uno dei pannelli della predella della Pala di San Barnaba                                                                             |                       |
|                       | Cristo in pietà                            | c. 1487               | 21×41 cm              | tempera su tavola     | Galleria degli Uffizi, Firenze, Italia                        | Uno dei pannelli della predella della Pala di San Barnaba                                                                             |                       |
|                       | Salomè con la testa del Battista           | c. 1487               | 21×40.5 cm            | tempera su tavola     | Galleria degli Uffizi, Firenze, Italia                        | Uno dei pannelli della predella della Pala di San Barnaba                                                                             |                       |
|                       | Estrazione del cuore di Sant'Ignazio       | c. 1487               | 21×40.5 cm            | tempera su tavola     | Galleria degli Uffizi, Firenze, Italia                        | Uno dei pannelli della predella della Pala di San Barnaba                                                                             |                       |
| Pala di San Marco     |                                            |                       |                       |                       |                                                               | |                       |
|                       | Pala di San Marco                          | c. 1490–1492          | 378×258 cm            | tempera su tavola     | Galleria degli Uffizi, Firenze, Italia                        | |                       |
|                       | San Giovanni evangelista a Patmos          | c. 1490–1492          |                       | tempera su tavola     | Galleria degli Uffizi, Firenze, Italia                        | Uno dei pannelli della predella della Pala di San Marco                                                                               |                       |
|                       | Sant'Agostino nello studio                 | c. 1490–1492          |                       | tempera su tavola     | Galleria degli Uffizi, Firenze, Italia                        | Uno dei pannelli della predella della Pala di San Marco                                                                               |                       |
|                       | Annunciazione                              | c. 1490–1492          |                       | tempera su tavola     | Galleria degli Uffizi, Firenze, Italia                        | Uno dei pannelli della predella della Pala di San Marco                                                                               |                       |
|                       | San Girolamo penitente nel deserto         | c. 1490–1492          |                       | tempera su tavola     | Galleria degli Uffizi, Firenze, Italia                        | Uno dei pannelli della predella della Pala di San Marco                                                                               |                       |
|                       | Miracolo di Sant'Eligio                    | c. 1490–1492          |                       | tempera su tavola     | Galleria degli Uffizi, Firenze, Italia                        | Uno dei pannelli della predella della Pala di San Marco                                                                               |                       |
| Pala delle Convertite |                                            |                       |                       |                       |                                                               | |                       |
|                       | Pala delle Convertite                      | c. 1491–1493          | 214×192 cm            | tempera su tavola     | Courtauld Gallery, Londra, Regno Unito                        | |                       |
|                       | Maddalena che ascolta la predica di Cristo | c. 1491–1493          | 18×42 cm              | tempera su tavola     | Philadelphia Museum of Art, Filadelfia, Stati Uniti d'America | Uno dei pannelli della predella della Pala delle Convertite                                                                           |                       |
|                       | Festa in casa di Simone                    | c. 1491–1493          | 18×42 cm              | tempera su tavola     | Philadelphia Museum of Art, Filadelfia, Stati Uniti d'America | Uno dei pannelli della predella della Pala delle Convertite                                                                           |                       |
|                       | Noli me tangere                            | c. 1491–1493          | 18×42 cm              | tempera su tavola     | Philadelphia Museum of Art, Filadelfia, Stati Uniti d'America | Uno dei pannelli della predella della Pala delle Convertite                                                                           |                       |
|                       | Comunione e assunzione della Maddalena     | c. 1491–1493          | 18×42 cm              | tempera su tavola     | Philadelphia Museum of Art, Filadelfia, Stati Uniti d'America | Uno dei pannelli della predella della Pala delle Convertite                                                                           |                       |

### Altri dipinti
| Immagine | Titolo                                                                                   | Data         | Dimensioni                   | Tecnica e supporto                                               | Luogo di conservazione                                               | Annotazioni | N.            |
| -------- | ---------------------------------------------------------------------------------------- | ------------ | ---------------------------- | ---------------------------------------------------------------- | -------------------------------------------------------------------- | --- | ------------- |
|          | Adorazione dei Magi                                                                      | c. 1465–1467 | 50×136 cm                    | tempera su tavola                                                | National Gallery, Londra, Regno Unito                                | |               |
|          | Adorazione dei Magi                                                                      | c. 1470–1475 | 130.8 cm di diametro (tondo) | tempera su tavola                                                | National Gallery, Londra, Regno Unito                                | |               |
|          | Scoperta del cadavere di Oloferne                                                        | c. 1472      | 31×25 cm                     | tempera su tavola                                                | Galleria degli Uffizi, Firenze, Italia                               | Scomparto sinistro di un dittico con il Ritorno di Giuditta a Betulia |               |
|          | Ritorno di Giuditta a Betulia                                                            | c. 1472      | 31×25 cm                     | tempera su tavola                                                | Galleria degli Uffizi, Firenze, Italia                               | Scomparto destro di un dittico con la Scoperta del cadavere di Oloferne |               |
|          | San Sebastiano                                                                           | c. 1474      | 195×75 cm                    | tempera su tavola                                                | Gemäldegalerie, Berlino, Germania                                    | |               |
|          | Adorazione dei Magi                                                                      | c. 1475      | 111×134 cm                   | tempera su tavola                                                | Galleria degli Uffizi, Firenze, Italia                               | |               |
|          | Ester davanti alle mura di Susa                                                          | c. 1475      | 48.4×43.2×3.2 cm             | tempera all'uovo, smalti ad olio e doratura a mordente su pioppo | National Gallery of Canada, Ottawa, Canada                           | È uno dei sei pannelli facenti parte in origine di due cassoni con la Vita di EsterBotticelli fu responsabile della progettazione complessiva dei pannelli, ma delegò parte del lavoro a Filippino Lippi, suo allievo e collaboratore | [ 9 ]         |
|          | Ester scelta da Assuero                                                                  | c. 1475      | 48×132 cm                    | tempera all'uovo, smalti ad olio e doratura a mordente su pioppo | Museo Condé, Chantilly, Francia                                      | È uno dei sei pannelli facenti parte in origine di due cassoni con la Vita di EsterBotticelli fu responsabile della progettazione complessiva dei pannelli, ma delegò parte del lavoro a Filippino Lippi, suo allievo e collaboratore | [ 10 ]        |
|          | Vasti in esilio fuori le mura di Susa                                                    | c. 1475      | 48.5×43.2 cm                 | tempera all'uovo, smalti ad olio e doratura a mordente su pioppo | Museo Horne, Firenze, Italia                                         | È uno dei sei pannelli facenti parte in origine di due cassoni con la Vita di EsterBotticelli fu responsabile della progettazione complessiva dei pannelli, ma delegò parte del lavoro a Filippino Lippi, suo allievo e collaboratore | [ 11 ]        |
|          | La Derelitta (o possibilmente Disperazione di Mordecai)                                  | c. 1475      | 47×43 cm                     | tempera all'uovo, smalti ad olio e doratura a mordente su pioppo | Palazzo Pallavicini Rospigliosi, Roma, Italia                        | È uno dei sei pannelli facenti parte in origine di due cassoni con la Vita di EsterBotticelli fu responsabile della progettazione complessiva dei pannelli, ma delegò parte del lavoro a Filippino Lippi, suo allievo e collaboratore |               |
|          | Compianto di Mordecai; Ester sviene davanti ad Assuero; Aman implora misericordia invano | c. 1475      | 48×132 cm                    | tempera all'uovo, smalti ad olio e doratura a mordente su pioppo | Museo del Louvre, Parigi, Francia                                    | È uno dei sei pannelli facenti parte in origine di due cassoni con la Vita di EsterBotticelli fu responsabile della progettazione complessiva dei pannelli, ma delegò parte del lavoro a Filippino Lippi, suo allievo e collaboratore | [ 10 ] [ 12 ] |
|          | Trionfo di Mordecai                                                                      | c. 1475      | 48.3×43.2×3.5 cm             | tempera all'uovo, smalti ad olio e doratura a mordente su pioppo | National Gallery of Canada, Ottawa, Canada                           | È uno dei sei pannelli facenti parte in origine di due cassoni con la Vita di EsterBotticelli fu responsabile della progettazione complessiva dei pannelli, ma delegò parte del lavoro a Filippino Lippi, suo allievo e collaboratore | [ 13 ]        |
|          | Cristo benedicente                                                                       | c. 1480      | 45×29 cm                     | tempera su tavola                                                | Detroit Institute of Arts, Detroit, Stati Uniti d'America            | |               |
|          | Natività                                                                                 | c. 1480      | tondo                        | tempera su tavola                                                | Abbazia di Montecassino, Cassino, Italia                             | |               |
|          | Adorazione dei Magi                                                                      | c. 1482      | 68×102 cm                    | tempera su tavola                                                | National Gallery of Art, Washington D. C., Stati Uniti d'America     | |               |
|          | Natività                                                                                 | c. 1482–1485 | 76 cm di diametro (tondo)    | tempera e olio su tavola                                         | Isabella Stewart-Gardner Museum, Boston, Stati Uniti d'America       | Acquistato da Isabella Stewart Gardner dalla collezione del Duca di Brindisi a Palazzo Antinori (Firenze) nel 1900 per circa 40.000 $ tramite Richard Norton                                                                          | [ 14 ]        |
|          | Annunciazione                                                                            | c. 1485      | 19×31 cm                     | tempera e oro su tavola                                          | Metropolitan Museum of Art, New York, Stati Uniti d'America          | |               |
|          | Annunciazione di Cestello                                                                | c. 1489–1490 | 150×156 cm                   | tempera su tavola                                                | Galleria degli Uffizi, Firenze, Italia                               | L'opera, che presenta ancora la cornice originale, fu commissionata dal cambiavalute Benedetto di ser Francesco Guardi per la cappella di famiglia nella Chiesa di Santa Maria Maddalena dei Pazzi                                    | [ 15 ]        |
|          | Annunciazione                                                                            | c. 1490      |                              | tempera su tavola                                                | Hyde Collection, Glens Falls, Stati Uniti d'America                  | |               |
|          | Sant'Agostino nello studio                                                               | c. 1490–1494 | 41×27 cm                     | tempera su tavola                                                | Galleria degli Uffizi, Firenze, Italia                               | |               |
|          | Annunciazione                                                                            | c. 1490–1495 | 49.5×58.5 cm                 | tempera su tavola                                                | Kelvingrove Art Gallery and Museum, Glasgow, Scozia                  | |               |
|          | Compianto sul Cristo morto                                                               | c. 1495      | 107×7q cm                    | tempera su tavola                                                | Museo Poldi Pezzoli, Milano, Italia                                  | |               |
|          | Compianto sul Cristo morto con i santi Girolamo, Paolo e Pietro                          | c. 1495      | 140×207 cm                   | tempera su tavola                                                | Alte Pinakothek, Monaco di Baviera, Germania                         | |               |
|          | Comunione di san Girolamo                                                                | c. 1495      | 34×25 cm                     | tempera su tavola                                                | Metropolitan Museum of Art, New York, Stati Uniti d'America          | |               |
|          | Arcangelo Gabriele e Vergine Maria (nella cosiddetta Annunciazione)                      | c. 1495–1498 | 45×13 cm (per ciascuna anta) | tempera su tavola, trasportato su tela                           | Museo Statale di Belle Arti "A. S. Puškin", Mosca, Russia            | L'origine dell'opera è incerta, probabilmente parte di un perduto polittico (forse insieme anche ai due Santi dell'Ermitage)È probabile che a Botticelli appartenga solo il disegno e l'esecuzione ad un allievo                      | [ 16 ] [ 17 ] |
|          | Giuditta con la testa di Oloferne                                                        | c. 1495–1500 | 36.5×20 cm                   | tempera su tavola                                                | Rijksmuseum, Amsterdam, Paesi Bassi                                  | |               |
|          | Discesa dello Spirito Santo                                                              | c. 1495–1505 | 207×229 cm                   | olio su tavola                                                   | Birmingham Museum of Art, Birmingham, Stati Uniti d'America          | |               |
|          | Crocifissione simbolica                                                                  | c. 1497–1502 | 73.5×50.8 cm                 | tempera e olio su tavola, trasportato su tela                    | Fogg Art Museum, Cambridge, Stati Uniti d'America                    | |               |
|          | San Girolamo                                                                             | c. 1498–1505 | 44.5×26 cm                   | tempera su tela                                                  | Ermitage, San Pietroburgo, Russia                                    | L'origine dell'opera è incerta, forse parte di un perduto polittico col San Domenico (forse insieme anche all'Annunciazione del Museo Puškin)Forse opera di bottega                                                                   | [ 16 ]        |
|          | San Domenico (o San Francesco Ferrer secondo recenti ricerche)                           | c. 1498–1505 | 44.5×26 cm                   | tempera su tela                                                  | Ermitage, San Pietroburgo, Russia                                    | L'origine dell'opera è incerta, forse parte di un perduto polittico col San Girolamo (forse insieme anche all'Annunciazione del Museo Puškin)Forse opera di bottega                                                                   | [ 16 ]        |
|          | Cristo coronato di spine                                                                 | c. 1500      | 47.6×32.3 cm                 | tempera su tavola                                                | Accademia di Belle Arti "Giacomo Carrara", Bergamo, Italia           | |               |
|          | Assunzione della Vergine con i santi Benedetto, Tommaso apostolo e Giuliano              | c. 1500      | 178×88.2 cm                  | tempera e oro su tavola                                          | Galleria Nazionale, Parma, Italia                                    | |               |
|          | Trasfigurazione con i santi Gerolamo e Agostino                                          | c. 1500      | 28×36 cm                     | tempera su tavola                                                | Palazzo Pallavicini Rospigliosi, Roma, Italia                        | |               |
|          | Orazione nell'orto                                                                       | c. 1500      | 53×35 cm                     | tempera su tavola                                                | Cappella Reale, Granada, Spagna                                      | |               |
|          | Adorazione del Bambino                                                                   | c. 1500      | 125.7 cm di diametro (tondo) | tempera su tavola                                                | Museo d'arte della Carolina del Nord, Raleigh, Stati Uniti d'America | |               |
|          | Adorazione del Bambino                                                                   | c. 1500      | 47.5 cm di diametro (tondo)  | olio su tavola                                                   | Houston Museum of Fine Arts, Houston, Stati Uniti d'America          | |               |
|          | Adorazione dei Magi                                                                      | c. 1500      | 107.5×173 cm                 | tempera su tavola                                                | Galleria degli Uffizi, Firenze, Italia                               | |               |
|          | Natività mistica                                                                         | c. 1500–1501 | 108.5×74.9 cm                | olio su tela                                                     | National Gallery, Londra, Regno Unito                                | È l'unica opera firmata da Botticelli |               |
|          | Battesimo ed elezione a vescovo di san Zanobi                                            | c. 1500–1505 | 66.5×149.5 cm                | tempera su tavola                                                | National Gallery, Londra, Regno Unito                                | |               |
|          | Tre miracoli di san Zanobi                                                               | c. 1500–1505 | 66.5×149.5 cm                | tempera su tavola                                                | National Gallery, Londra, Regno Unito                                | |               |
|          | Tre miracoli di san Zanobi                                                               | c. 1500–1505 | 67.3×105.5 cm                | tempera su tavola                                                | Metropolitan Museum of Art, New York, Stati Uniti d'America          | |               |
|          | Ultimo miracolo e morte di san Zanobi                                                    | c. 1500–1505 | 66×182 cm                    | tempera su tavola                                                | Gemäldegalerie Alte Meister, Dresda, Germania                        | |               |
|          | Cristo dei dolori                                                                        | c. 1500–1510 | 69x51,4 cm                   | olio e tempera su tavola                                         | Collezione privata                                                   | È stata battuta all'asta da Sotheby's nel 2022 per un valore di 45.400.000 $. |               |

## Madonne
| Immagine | Titolo                                                                       | Data         | Dimensioni                   | Tecnica e supporto            | Luogo di conservazione                                           | Annotazioni | N.                          |
| -------- | ---------------------------------------------------------------------------- | ------------ | ---------------------------- | ----------------------------- | ---------------------------------------------------------------- | --- | --------------------------- |
|          | Madonna col Bambino degli Innocenti                                          | c. 1465–1467 | 87×60 cm                     | tempera su tavola             | Spedale degli Innocenti, Firenze, Italia                         | |                             |
|          | Madonna col Bambino e un angelo                                              | c. 1465–1467 | 110×70 cm                    | tempera su tavola             | Museo Fesch, Ajaccio, Francia                                    | |                             |
|          | Madonna della Loggia                                                         | c. 1466–1467 | 72×50 cm                     | olio su tavola                | Galleria degli Uffizi, Firenze, Italia                           | | [ 18 ]                      |
|          | Madonna col Bambino                                                          | c. 1467      | 72×51 cm                     | tempera su tavola             | Musée du Petit Palais, Avignone, Francia                         | |                             |
|          | Madonna col Bambino e un angelo adorante                                     | c. 1468      | 89×68 cm                     | tempera su tavola             | Norton Simon Museum, Pasadena, Stati Uniti d'America             | |                             |
|          | Madonna col Bambino, san Giovannino e due angeli                             | c. 1468–1470 | 85×62 cm                     | tempera su tavola             | Galleria dell'Accademia, Firenze, Italia                         | |                             |
|          | Madonna col Bambino e due angeli                                             | c. 1468–1469 | 107×75 cm                    | tempera e olio su tavola      | Museo di Belle Arti, Strasburgo, Francia                         | |                             |
|          | Madonna col Bambino e due angeli                                             | c. 1468–1470 | 100×71 cm                    | tempera su tavola             | Museo Nazionale di Capodimonte, Napoli, Italia                   | |                             |
|          | Madonna in gloria di serafini                                                | c. 1469–1470 | 120×65 cm                    | tempera su tavola             | Galleria degli Uffizi, Firenze, Italia                           | |                             |
|          | Madonna col Bambino e Giovanni Battista                                      | c. 1470–1475 | 90×67 cm                     | tempera su tavola             | Museo del Louvre, Parigi, Francia                                | |                             |
|          | Madonna del Roseto                                                           | c. 1470      | 124×64 cm                    | tempera su tavola             | Galleria degli Uffizi, Firenze, Italia                           | |                             |
|          | Madonna delle Grazie                                                         | c. 1470      | 80×58 cm                     | tempera su tavola             | Collezione privata a Castellammare di Stabia, Italia             | Attribuzione incerta |                             |
|          | Madonna dell'eucaristia                                                      | c. 1470–1474 | 85×64.5 cm                   | tempera su tavola             | Isabella Stewart-Gardner Museum, Boston, Stati Uniti d'America   | Il dipinto venne controversialmente acquistato nel 1899 da Isabella Stewart Gardner, su consiglio di Bernard Berenson, dal Principe Chigi a Roma per 70.000 $                                                 | [ 19 ]                      |
|          | Madonna adorante il Bambino con San Giovannino                               | c. 1475–1480 |                              | tempera su tavola             | Palazzo Farnese, Piacenza, Italia                                | Proveniente dal Castello Landi di Bardi e con cornice originale, l'autografia del dipinto non è mai stata messa in dubbio, ma sorge qualche dubbio sulla figura del San Giovannino, forse opera della bottega | [ 20 ]                      |
|          | Madonna del Mare                                                             | c. 1477      | 60.5×49.5 cm                 | tempera su tavola             | Galleria dell'Accademia, Firenze, Italia                         | Attribuzione incerta, alternativamente assegnata a Filippino Lippi |                             |
|          | Madonna Raczyński                                                            | c. 1477      | 135 cm di diametro (tondo)   | tempera su tavola             | Gemäldegalerie, Berlino, Germania                                | |                             |
|          | Madonna del Libro                                                            | c. 1480–1481 | 58×39.5 cm                   | tempera su tavola             | Museo Poldi Pezzoli, Milano, Italia                              | |                             |
|          | Madonna del Magnificat                                                       | c. 1483      | 118 cm di diametro (tondo)   | tempera e oro su tavola       | Galleria degli Uffizi, Firenze, Italia                           | | [ 21 ]                      |
|          | Madonna Bardi                                                                | c. 1485      | 185×180 cm                   | tempera su tavola             | Gemäldegalerie, Berlino, Germania                                | |                             |
|          | Madonna col Bambino e cinque angeli                                          | c. 1485–1490 | 132.7 cm di diametro (tondo) | tempera e olio su tavola      | Baltimore Museum of Art, Baltimora, Stati Uniti d'America        | |                             |
|          | Madonna della Melagrana                                                      | c. 1487      | 143.5 cm di diametro (tondo) | tempera su tavola             | Galleria degli Uffizi, Firenze, Italia                           | |                             |
|          | Madonna col Bambino, Giovanni Battista e un angelo                           | c. 1488      | 108×111 cm (tondo)           | tempera su tavola             | Museo Nazionale, Varsavia, Polonia                               | |                             |
|          | Madonna col Bambino con sei angeli e san Giovanni Battista                   | c. 1488–1490 | 170 cm di diametro (tondo)   | tempera su tavola             | Galleria Borghese, Roma, Italia                                  | |                             |
|          | Madonna col Bambino e due angeli                                             | c. 1490      | 115 cm di diametro (tondo)   | tempera su tavola             | Liechtenstein Museum, Vienna, Austria                            | |                             |
|          | Vergine adorante il Bambino                                                  | c. 1490      | 122×80 cm                    | tempera su tavola             | National Gallery of Scotland, Edimburgo, Scozia                  | |                             |
|          | Vergine adorante il Bambino                                                  | c. 1490      | 59.6 cm di diametro (tondo)  | tempera su tavola             | National Gallery of Art, Washington D. C., Stati Uniti d'America | |                             |
|          | Madonna col Bambino e san Giovannino                                         | c. 1490      | 115 cm di diametro (tondo)   | tempera e olio su tavola      | Cleveland Museum of Art, Cleveland, Stati Uniti d'America        | Attribuzione incerta, forse opera di (o con l'aiuto di) allievi della sua bottega, come Filippino Lippi |                             |
|          | Madonna col Bambino e san Giovannino                                         | c. 1490–1495 | 134×92 cm                    | tempera su tavola             | Galleria Palatina di Palazzo Pitti, Firenze, Italia              | |                             |
|          | Madonna col Bambino e san Giovannino                                         | c. 1490–1500 | 74 cm di diametro (tondo)    | tempera su tavola             | Museo d'Arte, San Paolo, Brasile                                 | |                             |
|          | Madonna col Bambino e san Giovannino                                         | c. 1490–1500 | 88.6 cm di diametro (tondo)  | tempera e olio su tavola      | Clark Art Institute, Williamstown, Stati Uniti d'America         | Con aiuti |                             |
|          | Madonna col Bambino e il giovane San Giovanni Battista (Madonna Rockefeller) | c. 1491–1493 | 46.3×36.8 cm                 | tempera, olio e oro su tavola | Collezione privata                                               | Acquistata da John Davison Rockefeller, rimase nella famiglia Rockefeller per 50 anni e da loro trasse il nome alternativo. È stata battuta all'asta da Christie's nel 2013 per un valore di 10.442.500 $.    | [ 22 ] [ 23 ] [ 24 ] [ 25 ] |
|          | Madonna del Padiglione                                                       | c. 1493      | 65 cm di diametro (tondo)    | tempera su tavola             | Pinacoteca Ambrosiana, Milano, Italia                            | |                             |
|          | Madonna con Bambino e sei angeli                                             | c. 1500      | tondo                        | olio su tavola                | Palazzo Corsini al Parione, Firenze, Italia                      | |                             |

## Ritratti
| Immagine | Titolo                                                     | Data         | Dimensioni   | Tecnica e supporto                            | Luogo di conservazione                                                                 | Annotazioni | N.     |
| -------- | ---------------------------------------------------------- | ------------ | ------------ | --------------------------------------------- | -------------------------------------------------------------------------------------- | --- | ------ |
|          | Ritratto di giovane                                        | c. 1469      | 51×33.7 cm   | tempera su tavola                             | Galleria Palatina di Palazzo Pitti, Firenze, Italia                                    | |        |
|          | Ritratto di Esmeralda Brandini                             | c. 1470–1475 | 65.7×41 cm   | tempera su tavola                             | Victoria and Albert Museum, Londra, Regno Unito                                        | |        |
|          | Ritratto d'uomo con medaglia di Cosimo il Vecchio          | c. 1474      | 57.5×44 cm   | tempera su tavola                             | Galleria degli Uffizi, Firenze, Italia                                                 | |        |
|          | Ritratto di dama nei panni di Santa Caterina d'Alessandria | c. 1475      | 53.2×37.8 cm | tempera su tavola                             | Lindenau-Museum, Altenburg, Germania                                                   | |        |
|          | Ritratto di giovane uomo                                   | c. 1475–1500 | 57.5×44 cm   | tempera su tavola                             | Museo del Louvre, Parigi, Francia                                                      | Precedentemente attribuito a Filippino Lippi                                                                                              | [ 26 ] |
|          | Ritratto di Giuliano de' Medici                            | c. 1478–1480 | 54×36 cm     | tempera su tavola                             | Gemäldegalerie, Berlino, Germania                                                      | |        |
|          | Ritratto di Giuliano de' Medici                            | c. 1478–1480 | 75.5×52.5 cm | tempera su tavola                             | National Gallery of Art, Washington D. C., Stati Uniti d'America                       | |        |
|          | Ritratto di Giuliano de' Medici                            | c. 1478–1480 | 54×36 cm     | tempera su tavola                             | Accademia di Belle Arti "Giacomo Carrara", Bergamo, Italia                             | |        |
|          | Ritratto di giovane donna                                  | c. 1480      | 55×43 cm     | tempera su tavola                             | Gemäldegalerie, Berlino, Germania                                                      | Forse il dipinto è un ritratto di Simonetta Vespucci                                                                                      |        |
|          | Ritratto di giovane donna                                  | c. 1480      | 82×54 cm     | tempera su tavola                             | Städel Museum, Francoforte sul Meno, Germania                                          | Forse il dipinto è un ritratto di Simonetta Vespucci                                                                                      |        |
|          | Ritratto di giovane uomo                                   | c. 1482–1483 | 43.5×46.2 cm | tempera su tavola                             | National Gallery of Art, Washington D. C., Stati Uniti d'America                       | |        |
|          | Ritratto virile                                            | c. 1483      | 37.5×28.2 cm | tempera su tavola                             | National Gallery, Londra, Regno Unito                                                  | |        |
|          | Ritratto di giovane donna                                  | c. 1485      | 61×40.5 cm   | tempera su tavola                             | Galleria Palatina di Palazzo Pitti, Firenze, Italia                                    | Il dipinto è noto col titolo di "Bella Simonetta", sulla base di una tradizione che identifica la giovane ritratta con Simonetta Vespucci | [ 27 ] |
|          | Ritratto di Lorenzo di Ser Piero Lorenzi                   | c. 1490–1495 | 50×36.5 cm   | tempera su tavola                             | Philadelphia Museum of Art, Filadelfia, Stati Uniti d'America                          | |        |
|          | Ritratto di Dante                                          | c. 1495      | 54.7×47.5 cm | tempera su tela                               | Collezione privata, Ginevra, Svizzera                                                  | |        |
|          | Ritratto di Michele Marullo Tarcaniota                     | c. 1496–1497 | 49×35 cm     | tempera e olio su tavola, trasportato su tela | Collezione Guardans-Cambó, Barcellona (esposto in prestito al Museo del Prado, Madrid) | |        |

## Disegni
| Immagine | Titolo                         | Data    | Dimensioni | Tecnica e supporto                        | Luogo di conservazione                                                                                             | Annotazioni | N. |
| -------- | ------------------------------ | ------- | ---------- | ----------------------------------------- | --- | ----------- | -- |
|          | Disegni per la Divina Commedia | c. 1485 |            | Punta d'argento e inchiostro su pergamena | Kupferstichkabinett, Berlino, Germania (85 disegni) Biblioteca Apostolica Vaticana, Città del Vaticano (7 disegni) |             |    |